# Windows Media Player
A Windows Media Player (rövidítve WMP) a Microsoft Corporation által, médiafájlok lejátszására fejlesztett komplex alkalmazás. Nemcsak hangfájlok és videók lejátszására képes, de CD-lemezek tartalmának bemásolására, Audio CD-k írására, együttműködésre MP3-lejátszókkal, valamint beépített webáruház-funkciójával dalokat is lehet rajta keresztül beszerezni. Jelenleg[mikor?] két változata forog közkézen. A 11-es verzió a Windows korábbi változataival, míg a 12-es a Windows 7-tel és a Windows 8-cal működik együtt. Saját fájlformátuma a WMV, WMA és az ASF.

## Története
A Windows-ok már 1991 óta rendelkeznek médialejátszóval. A Windows 3.0-ba épített Media Player egy sajátos, .mmm kiterjesztésű fájltípus megnyitására volt képes, de ez bővíthető volt. A Video for Windows megjelenésével 1992-től már az AVI-fájlok megnyitása is lehetséges lett, az Indeo kodek megjelenésével pedig a lejátszható fájlok listája kibővült. 1995-ben a Microsoft bemutatta a később DirectShow néven ismert ActiveMovie-technológiát. Ennek legfontosabb előnye a streaming-technológia ismerete volt. Ez azonban csak a 6.4-es verzióval lett a program része, addig önálló alkalmazásként működött. 2000-ben a Windows Me-hez közelítés jegyében jelent meg a 7-es verzió, egy újratervezett, szebb külső felülettel. Fejlődése innentől mondható dinamikusnak, az újabb verziók mind funkcionalitásban, mind külsőségekben sokat változtak.
A Windows 7-tel egyidőben jelent meg a Windows Media Player 12. A szoftver beépített kodekeket tartalmaz DVD-, HDCD-, SVCD-, VCD-formátumok lejátszásához.
A Windows 8-ban lebutították, ezért nem tud DVD-t, .vob fájlt, meg más formátumokat lejátszani.